# 李景源
李景源（1945年7月—），汉族，天津宝坻人，马克思主义哲学家，中共党员，首批中国社会科学院学部委员，第十一届全国政协委员。
担任中国社会科学院学部委员、文史哲学部副主任、哲学研究所原所长。2008年，当选第十一届全国政协委员，代表社会科学界，分入第三十三组。